# Tōdai-ji
Tōdai-ji (東大寺) és un temple budista situat a la ciutat de Nara, una ciutat a 50 km de Kyoto, al Japó. Construït a mitjans del segle VIII, Tōdai-ji és un dels conjunts budistes més importants de l’estat de Nara, conegut mundialment per la seva colossal estàtua del Gran Buda Vairocana (dainichi en japonès, que vol dir 'Buda que brilla com el sol'), la figura de Buda més gran del món, amb 18 m d'alçada amb la base i 15 m sense. Aquest temple ha estat catalogat com ‘la construcció de fusta més gran del món’, si bé l'edificació actual és més petita que l'original.
En els seus orígens el temple va ser concebut com el principal de la ciutat de Nara. Així, es va convertir en l’emplaçament on realitzar rituals d’oració per la pau del país i la prosperitat del poble, però al mateix temps, complia també la funció de centre d’estudis dels principis budistes i lloc de formació dels nous monjos. A més, es van habilitar en les seves dependències centres de recerca per a cadascuna de les sis principals branques del budisme existent durant el Període Nara i, posteriorment, també per les del Període Heian. Actualment, però, funciona com a seu de l’escola budista japonesa Kegon i conserva arxius d’inestimable valor històric.
Tant el temple com el conjunt que conformen els edificis al seu voltant, van ser declarats Lloc de Patrimoni Mundial de la UNESCO el 1998, formant part dels “Monuments històrics de l’antiga Nara”.

## Història
Els orígens d’aquest temple es remunten a l'any 743, quan l’emperador Shōmu va decretar la construcció d’un kokobunji (que eren els principals temples budistes) en cada província i, va ser-hi llavors, quan aquesta edificació va passar a convertir-se en el kokobunji de la regió de Nara.
Va ser durant aquest mateix any, quan la capital es trobava temporalment en Shigaraki-no-miya (actual prefectura de Shiga), que l’emperador va dictar el decret de construcció de la gran estàtua del Buda de Vairocana (o Rushana), que es va començar una vegada es va restablir la capital en Nara i es va finalitzar en l'any 749. Paral·lelament a aquesta construcció, també s’estava realitzant l’edifici que albergaria aquesta colossal estàtua, i l’any 752, va tenir lloc la cerimònia de la seva consagració. Poc després, es van desenvolupar els treballs de construcció de les pagodes de l’Est i de l’Oest, del Saló d’Estudis i de la Residència de monjos fins a completar el Tōdai-ji amb la distribució habitual en set pavellons pròpia dels temples budistes.
L’any 855, es va produir un gran terratrèmol que va provocar la caiguda del cap del Gran Buda, i encara que aquesta va ser restaurada per ordres del príncep Takaoka, durant els següents anys a causa de la caiguda de llamps i incendis, es van destruir el Saló d’Estudis, la Residència dels monjos, la Portalada del Sud i la torrassa de la campana. A més, a conseqüència de l’atac a la ciutat provocat com a conseqüència per la lluita entre els Minamoto i els Taira, l’any 1180 es va produir un terrible incendi que va destruir bona part del complex del temple, incloent-hi el Pavelló del Gran Buda. No obstant, a l’any següent van començar les labors de restauració, i el procés es va poder agilitzar molt més quan la província de Suō (actual Prefectura de Yamaguchi) va atorgar uns fons per a la reconstrucció total del temple. Així, després de la seva finalització en el 1195, el temple va reactivar la seva funció, llarg temps estancada.
Malauradament, el 1567, a causa de les lluites entre els clans Miyoshi i Matsunaga, el complex del temple va quedar reduït a cendres –amb l’excepció d’alguns edificis--, i com es tractava d’un període de constants guerres, això provocava una gran dificultat a l’hora de restaurar el temple, per la qual cosa només es podien permetre fer treballs de reparació senzills. Finalment, una vegada entrat el Període Edo, el monjo Kōkei va formalitzar davant el govern una petició per a recaptar donatius al voltant de tot el país; gràcies a això, en 1692, es va realitzar la nova cerimònia d’inauguració del Pavelló del Gran Buda.
Amb l’arribada de l'Era Meiji, que va arrencar en 1868, es van dictar els edictes que separaven el budisme del xintoisme i aprovaven la confiscació de propietats religioses de tots dos credos que quedessin fora del recinte dels temples, la qual cosa va amenaçar la continuïtat del Tōdai-ji, que es va veure empès a realitzar diverses maniobres per a substituir. Encara i així, el temple va aconseguir a principis del segle XX realitzar reformes de gran importància al Pavelló del Gran Buda i es va esforçar per conservar la resta de les seves instal·lacions, tal com podem veure avui dia.

## Pavelló del Gran Buda (大仏殿)

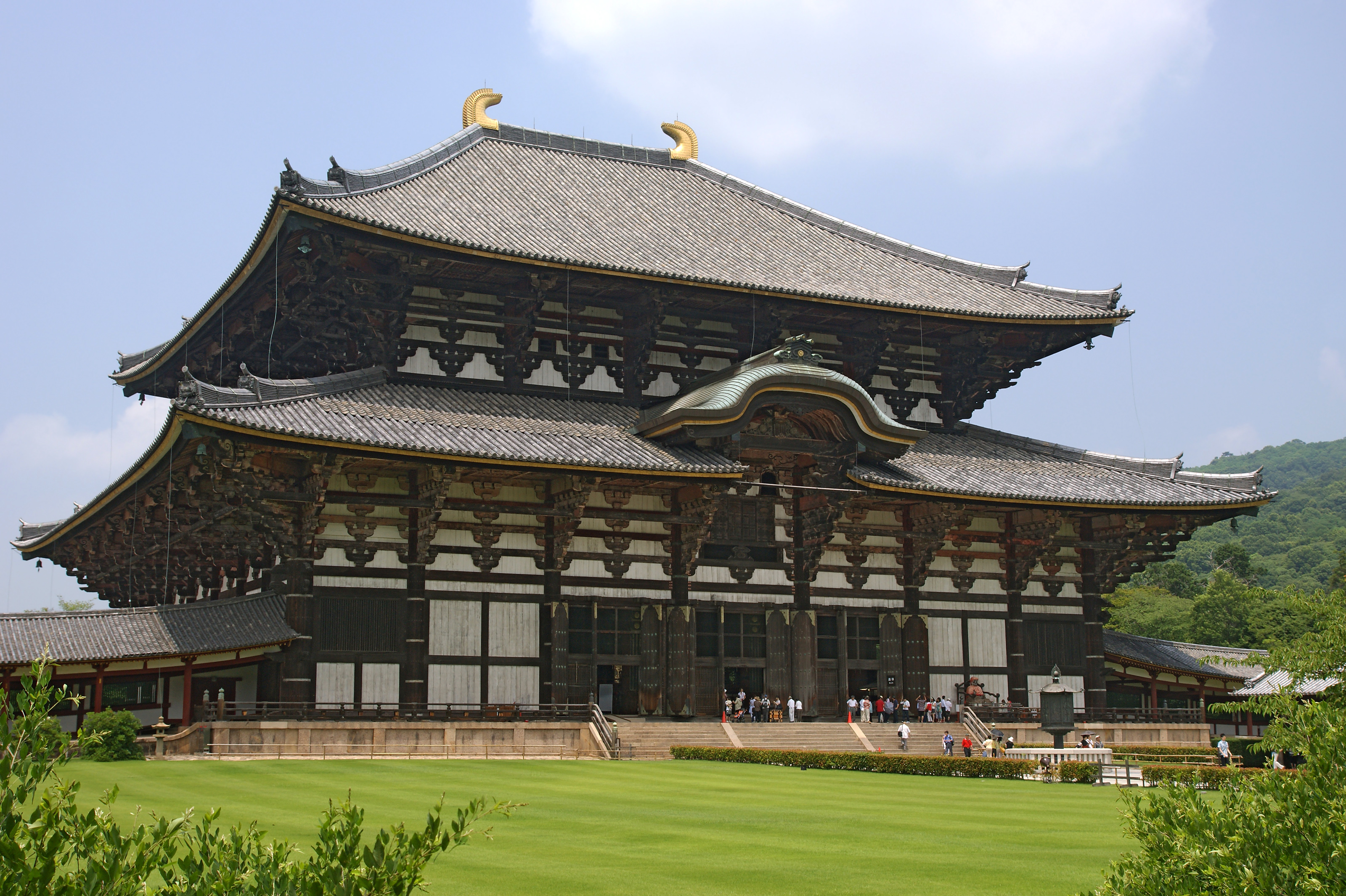
Pavelló del Gran Buda

El Pavelló del Gran Buda és el pavelló principal del Tōdai-ji i la seva estructura actual data del Període Edo, quan va ser reconstruït després de nombroses catàstrofes. No obstant, encara que el Pavelló original i el reconstruït en 1995 eren de la mateixa grandària (88 metres d’amplària), l’estructura actual es va veure reduïda a uns 57 metres, pel fet que no es van poder reunir els fons suficients. Encara i així, la seva altura i longitud de fons sí que conserven la seva grandària original, atorgant-li el títol de la major construcció de fusta del món.
Aquest recinte cobreix una superfície d’uns 25.000 m², dels quals només el pati central ocupa 12.000 m². A més, l’edifici es troba elevat del sòl amb una base de pedra de 2 metres d’altura, a causa de problemes de sismicitat.
El recinte està perfectament orientat al sud, de manera que aprofita així cada hora de sol per a il·luminar el Gran Buda a través de l’accés principal. Aquest Gran Buda (popularment anomenat Daibutsuden o Gran Buda Vairocana), representa el treball de reconstrucció de quatre períodes de la història del Japó. El pit i la base formen part de la imatge original del Període Nara, mentre que la cintura data del Període Kamakura; la part superior del cos és del Període Sengoku i el cap del Període Edo.

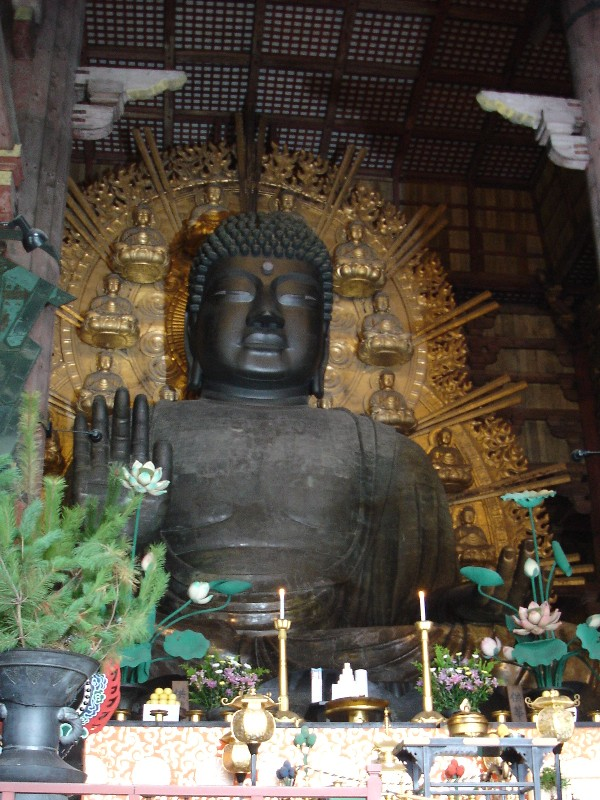
Buda Vairocana del Tōdai-ji

### Buda Vairocana
El Buda Vairocana es troba assegut amb les cames creuades sobre un pedestal en forma de flor de lotus. La seva mà dreta s’aixeca en un gest de “sense por” (semui-in 施無畏印), mentre que la seva mà esquerra es recolza sobre el genoll en un gest de “concedir desitjos” (iogan-in 与願印).
Entre 1907 i 1908, a uns quaranta-cinc centímetres per sota i al voltant del pedestal de lotus, es van descobrir els objectes del Tōdai-ji, que van donar als estudiosos l’oportunitat de lluitar per entendre la intenció original del conjunt. Encara no s’ha trobat cap registre d’aquests objectes, creant un repte important per entendre les circumstàncies que envolten la seva ubicació; estilísticament i científicament, però, els objectes Todai-ji pertanyen a mitjans del segle VIII, amb la construcció inicial del Buda Vairocana (a excepció d’unes perles de vidre).

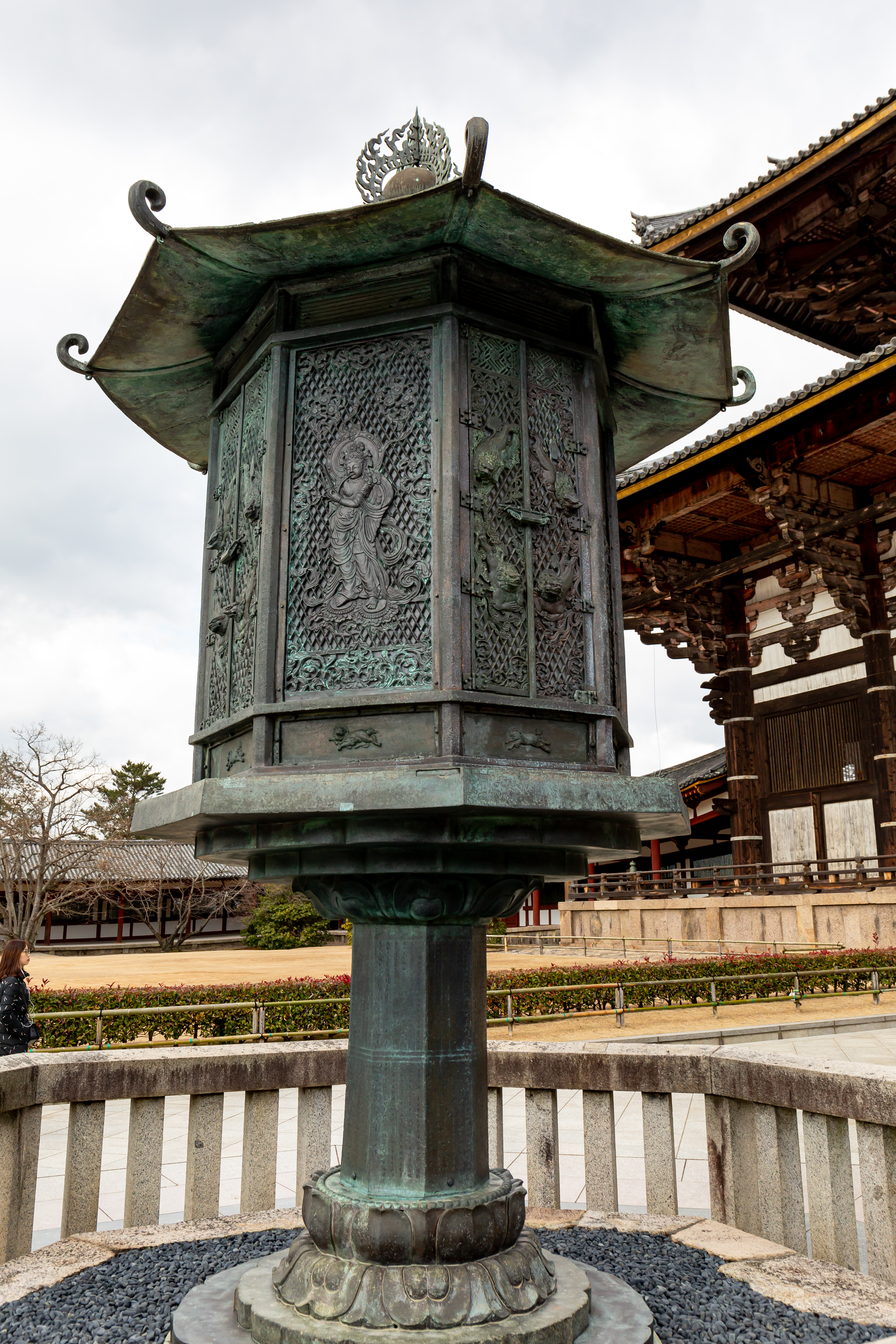
Làmpada octogonal del Tōdai-ji

### Làmpada octogonal
Aquesta làmpada s’aixeca enfront del Pavelló del Gran Buda, amb una alçada de 4,6 metres i feta de coure va ser recoberta de pa d'or. Data del temps de la fundació del Tōdai-ji i el seu element més destacat és la recambra per al foc, recoberta d’una Teulada coronada per un objecte similar a una joia. La làmpada s’assenta sobre una base de fusta situada sobre un pal també de pedra que sorgeix d’un pedestal en forma de flor de lotus. Els vuit panells de la recambra, a més, tenen alguns un disseny d’imatges de sengles músics celestials, mentre que uns altres compten amb la presència d’uns lleons embolicats en núvols.

## Nadai-mon (Porta del sud) (南大門)

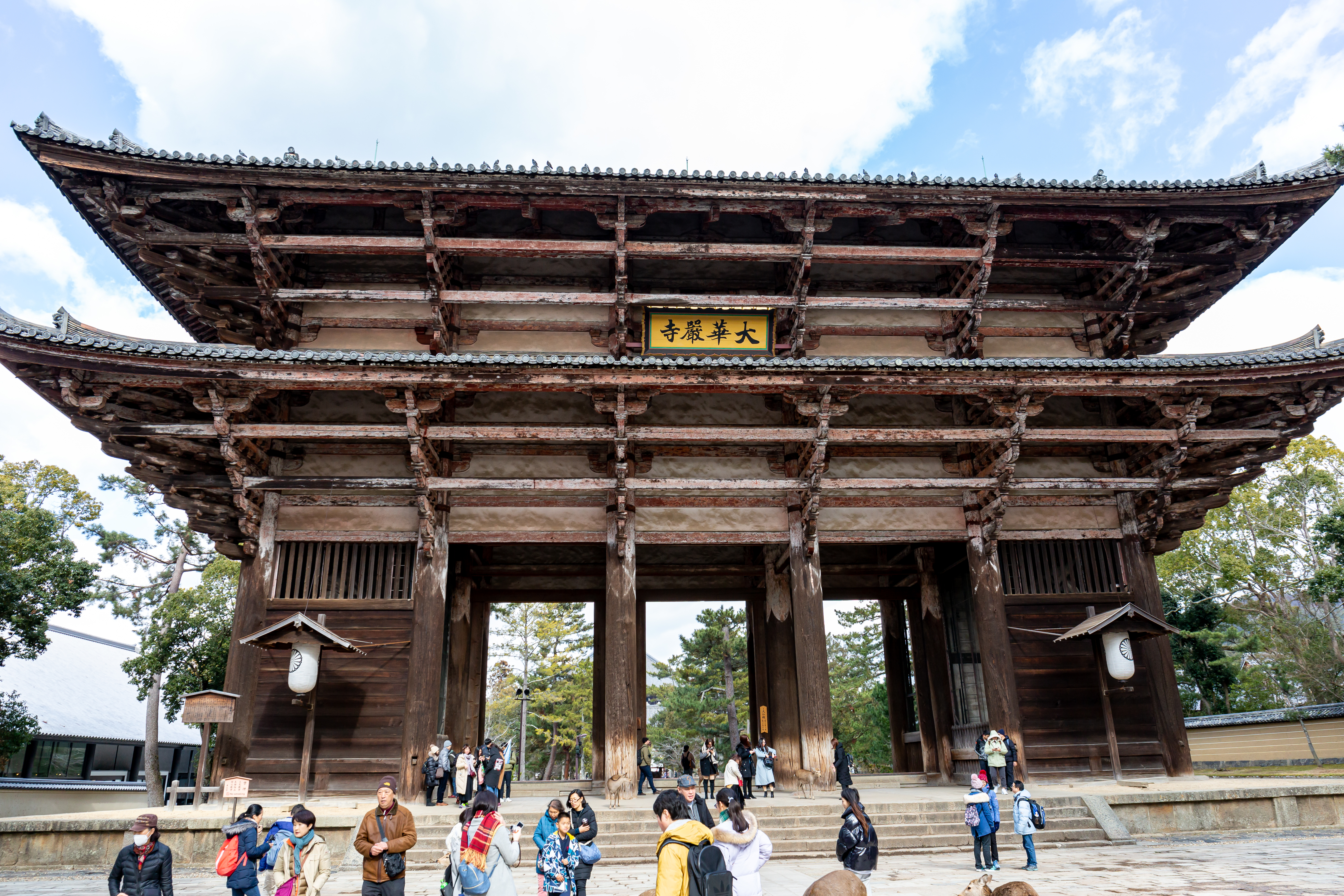
Nadai-mon (Porta del sur) del Tōdai-ji

Es tracta de la porta principal del temple, reconstruïda durant el Període Kamakura després de la seva terrible destrucció deguda a un tifó. Va ser construïda amb l'anomenat estil "Daibutsu" i, per tant, segueix el mateix sistema que el temple.
La porta està construïda a base de dues teulades dobles superposades i una estructura de cinc blocs que deixa tres espais en el centre per a les portes. Encara que l'altura dels seus pilars arriba als 21 metres d'altura, en realitat, l'edificació aconsegueix els 25,46 metres (sobre la base de pedra en què descansa), atorgant-li així el títol com a major entrada en un temple que existeix al Japó.

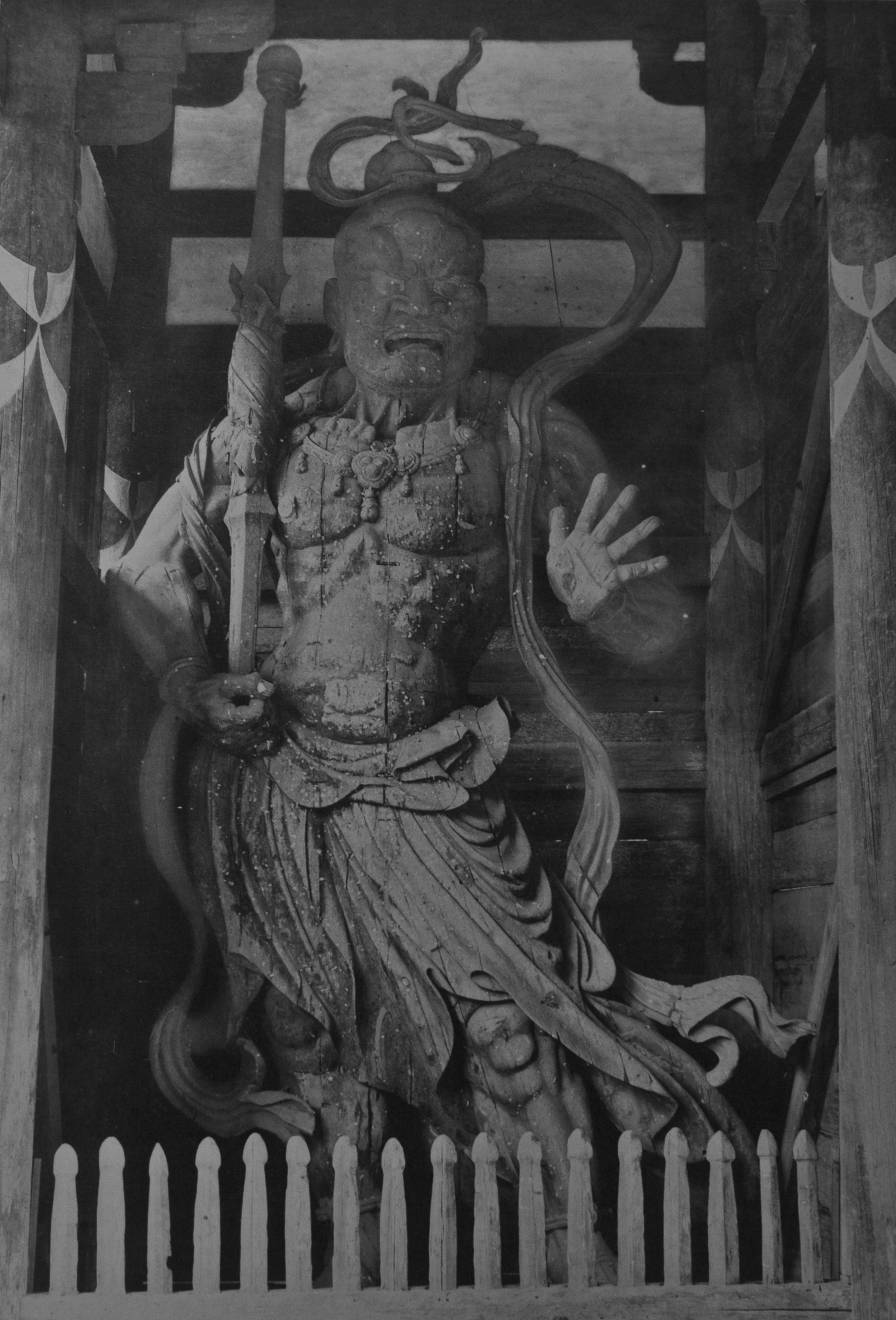
Ni-ō (reis protectors) del Tōdai-ji

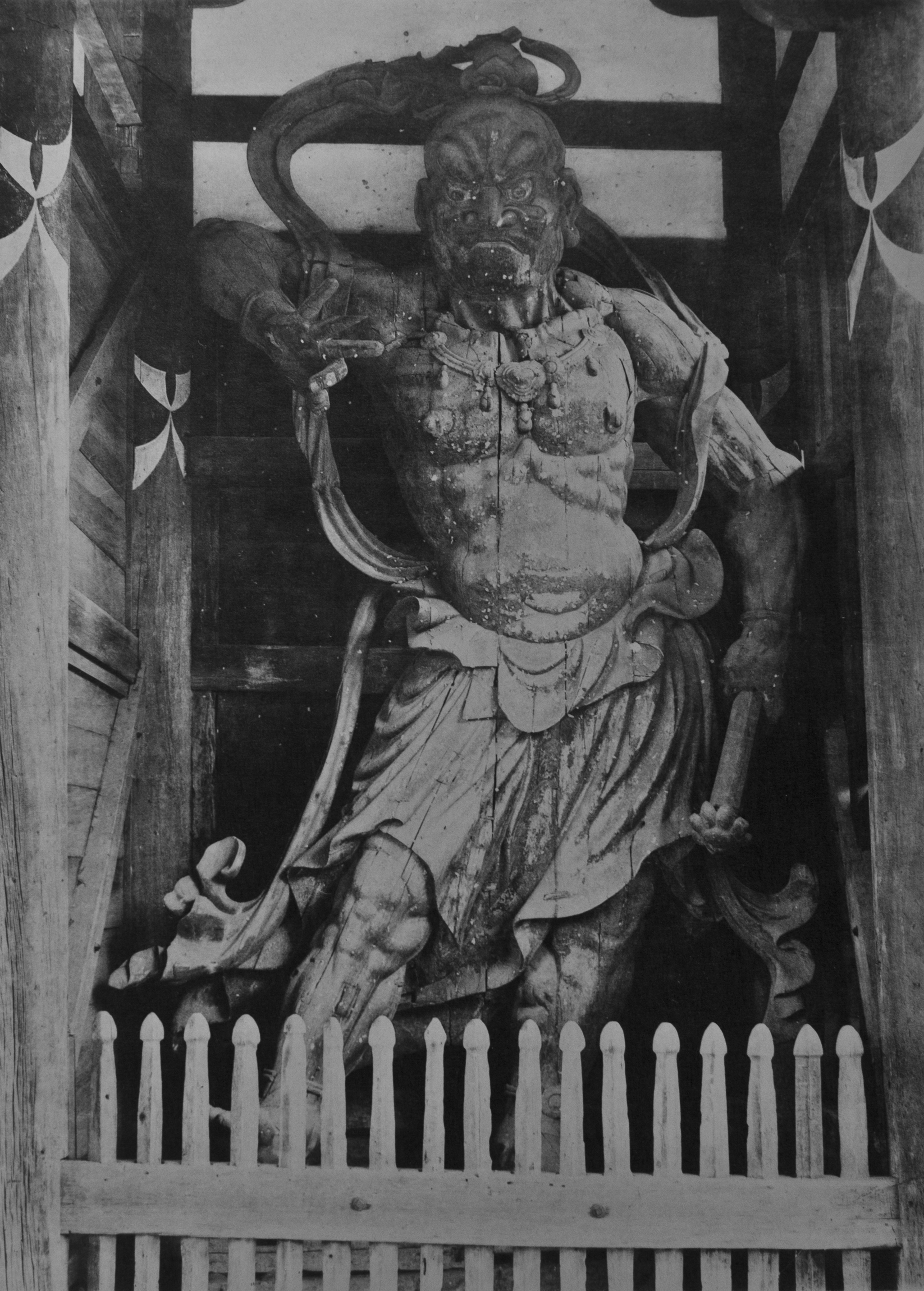
Ni-ō (reis protectors) del Tōdai-ji

### Kongō Rikishi
Dins d'aquesta porta es conserven els Kongō Rikishi, dues estàtues de 8,4 metres d'alçada d'uns forts guardians, popularment coneguts com els "Ni-ō (reis protectors) del Tōdai-ji.
Els seus orígens es remunten després de la guerra entre els clans Taira i Minamoto, quan durant la reconstrucció del Nadai-mon es van encarregar a construir aquestes dues estàtues, ordenades pel mateix monjo Chōgen. En 1988, es va dur a terme una intensa labor de restauració, de la qual van resultar descobriments de documents i sutras a l'interior de totes dues estàtues; en aquests constaven els noms de Chōgen i els escultors que van treballar en aquest projecte.

## Altres construccions del Tōdai-ji

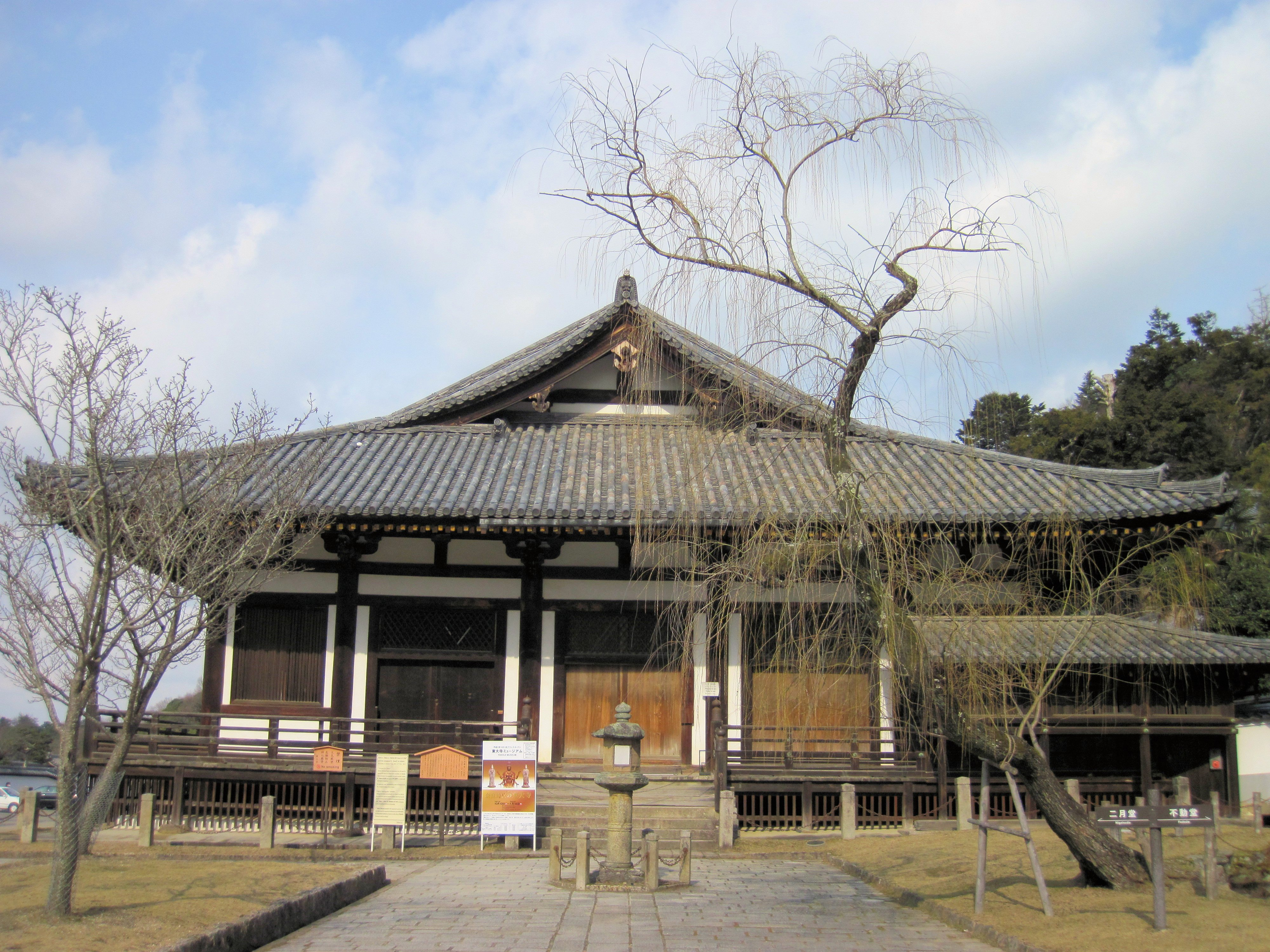
Pavelló Hokke-dō

- Hokke-dō (法華堂): es tracta de l'estructura més antiga del Tōdai-ji (740-747 d.C.). Antigament el Pavelló es coneixia com Kensaku-do (a causa del nom de l'estàtua principal que alberga en el seu interior, Fukū Kensaku Kannon), però des que va sorgir el costum de realitzar aquí la cerimònia de Hokke-e (Lectura del Sutra del lotus), va passar a ser coneguda com Hokke-dō (Pavelló del lotus).[11] La ja esmentada estàtua principal, està envoltada per altres deu figures i, a més, existeix una figura "secreta" (Shukongō-jin), que només es pot veure cada 16 de decembre.[12] Es diu que va ser aquí on es va tenir lloc per primera vegada en Japó la lectura del sutra Avatamsaka.Pavelló Nigatsu-dō

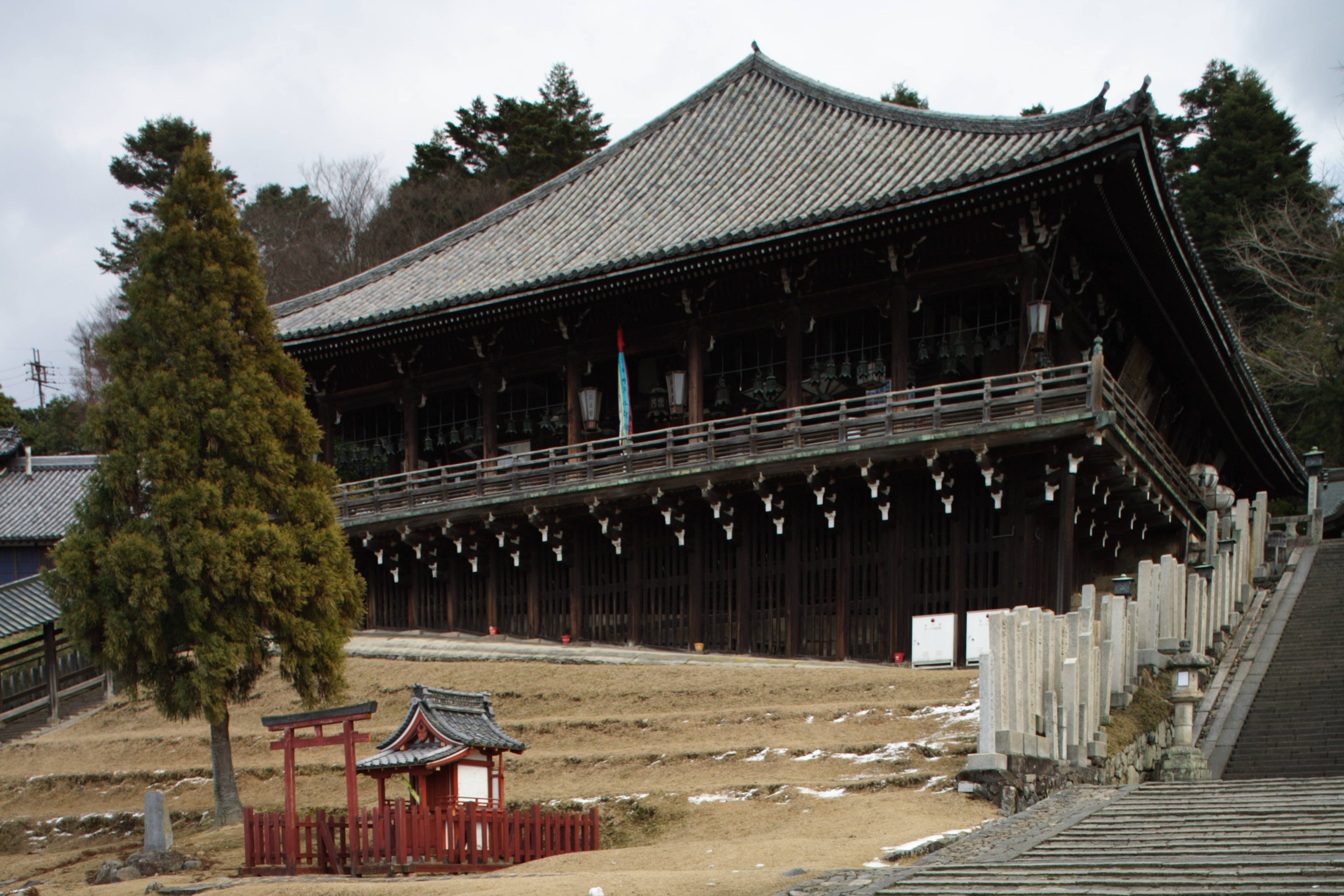
Pavelló Nigatsu-dō

- Nigatsu-dō (二月堂): El mateix nom del pavelló significa 'Pavelló del segon mes' i fa referència al fet que en ell es celebra la cerimònia Shuni-e en el segon mes del calendari lunar.[13] L'edifici actual és una reconstrucció del 1669 (ja que l'original va ser destruït per un incendi al seu interior), i a causa de les seves bones propietats acústiques, és un lloc ideal per a aquesta mena de cerimònies.[14]
- Kaisan-dō (開山堂): Aquest pavelló, també anomenat Pavelló de la Fundació, està dedicat a Rōben (el primer prior en cap del Tōdai-ji) qui, juntament amb l'emperador Shōmu i el monjo Gyōki, va jugar un important paper en la fundació del temple. En el seu interior s'alberga un armari octogonal amb portes, dins del qual es troba una figura del monjo; aquesta estàtua ha estat classificada com a Tresor Nacional, i s'exhibeix al públic amb caràcter especial cada 16 de desembre.[15]
- Shigatsu-dō (四月堂): En aquest edifici tenien lloc les celebracions del Hokke Sanmai-e, basades en el sutra del Hokke (Avatamsaka). Antigament, rebia el nom de Fugen-dō, pel fet que Fugen Bosatsu era la principal figura d'adoració i a l'interior del pavelló encara hi ha una estàtua de Fugen Bosatsu a lloms d'un elefant blanc. En el seu interior també s'allotgen algunes efígies budistes del Període Heian, com la Kannon dels onze rostres i Amida Nyorai.[16]
- Senju-dō (戒壇院千手堂): En el seu interior, col·locada sobre un altar, hi ha una estàtua de Senju Kannon, la "Kannon dels mil braços" dins d'un receptacle amb portes. Es creu que aquesta estàtua va ser creada al final del Període Kamakura, està tota recoberta amb pintura d'or. A les portes frontals del receptacle estan dibuixats els vint-i-vuit Protectors Divins, així com els déus del vent i el tro, i en la paret posterior està dibuixat amb gran detall el paisatge del Mont Potalaka, la terra pura de Kannon.[17]
- Fudō-dō (不動堂): A l'interior d'aquest pavelló es troba un altar per a ofrenes que s'incineren (ritu de "homa") i a més les estàtues dels Cinc Grans Myō-ō. Els ritus d'ofrenes en aquest altar solen tenir lloc els dies 10, 18 i 28 de cada mes.[18]Pavelló Shunjo-dō

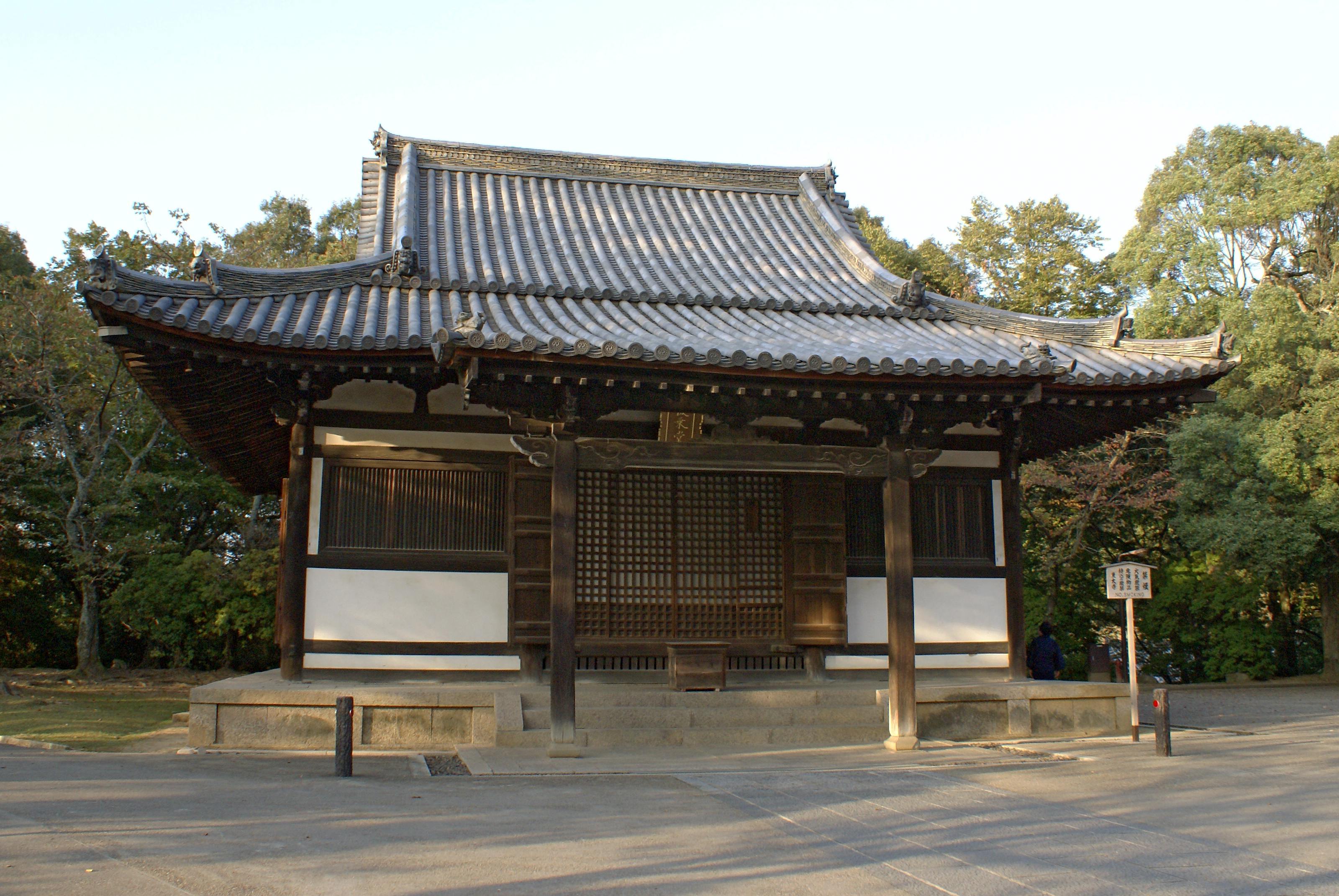
Pavelló Shunjo-dō

- Shunjō-dō (俊乗堂): En aquest Pavelló es troben les estàtues de Chōgen sedent, una altra alçada de Amida Nyorai i una de Aizen Myō-ō sedent.[19]
- Gyōki-dō (行基堂): Edifici d'un sol cos i teulada coronada per un adorn budista. Inicialment, era una construcció dedicada al record del monjo Chōgen, però quan l'estàtua d'aquest es va traslladar a un altre pavelló, aquest va passar a dedicar-se al monjo Gyōki. L'estàtua sedent que hi ha es tracta d'una reproducció de l'original, ja que aquesta es troba a la tomba del mateix monjo, a Ikoma.[20]
- Nembutsu-dō (念仏堂): Data del Període Kamakura, encara que es diu que la teulada dividida en dos estrats és una modificació introduïda a finals del segle XVII. En el seu interior s'allotja l'estàtua d'un Jizō atribuïda a l'escultor especialitzat Kōsei.[21]Torre de la campana

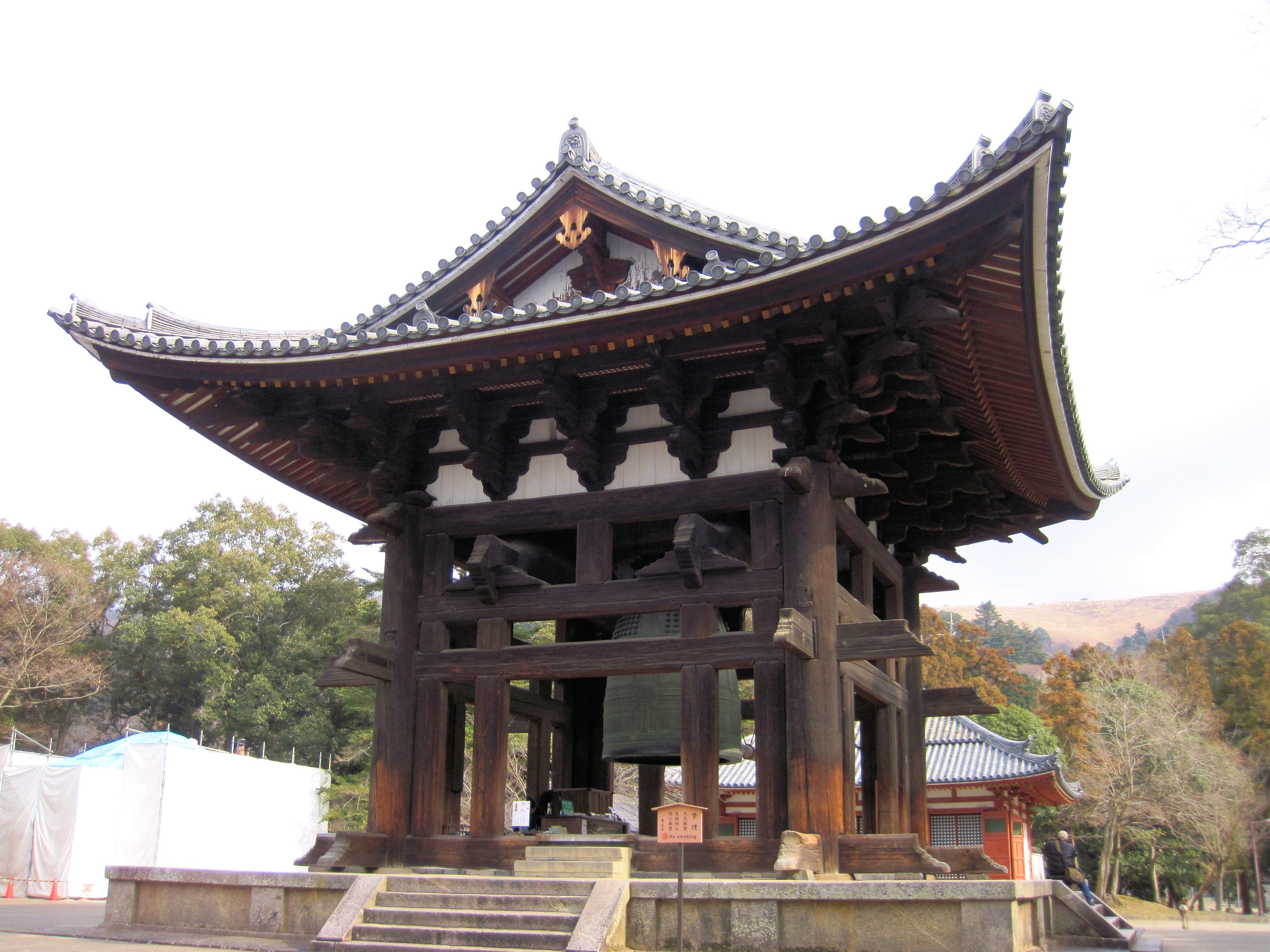
Torre de la campana

- Torre de la campana (鐘楼): Va ser reconstruïda entre els anys 1207 i 1210. La seva elegant estructura combina alguns aspectes de l'estil d'arquitectura zen amb l'anomenat "Estil Daibutsu". La campana, que pesa 26,3 tones, data del temps de la fundació del temple i el seu toc és famós per prolongar-se durant molt de temps.[22]Pavelló Sashizu-dō

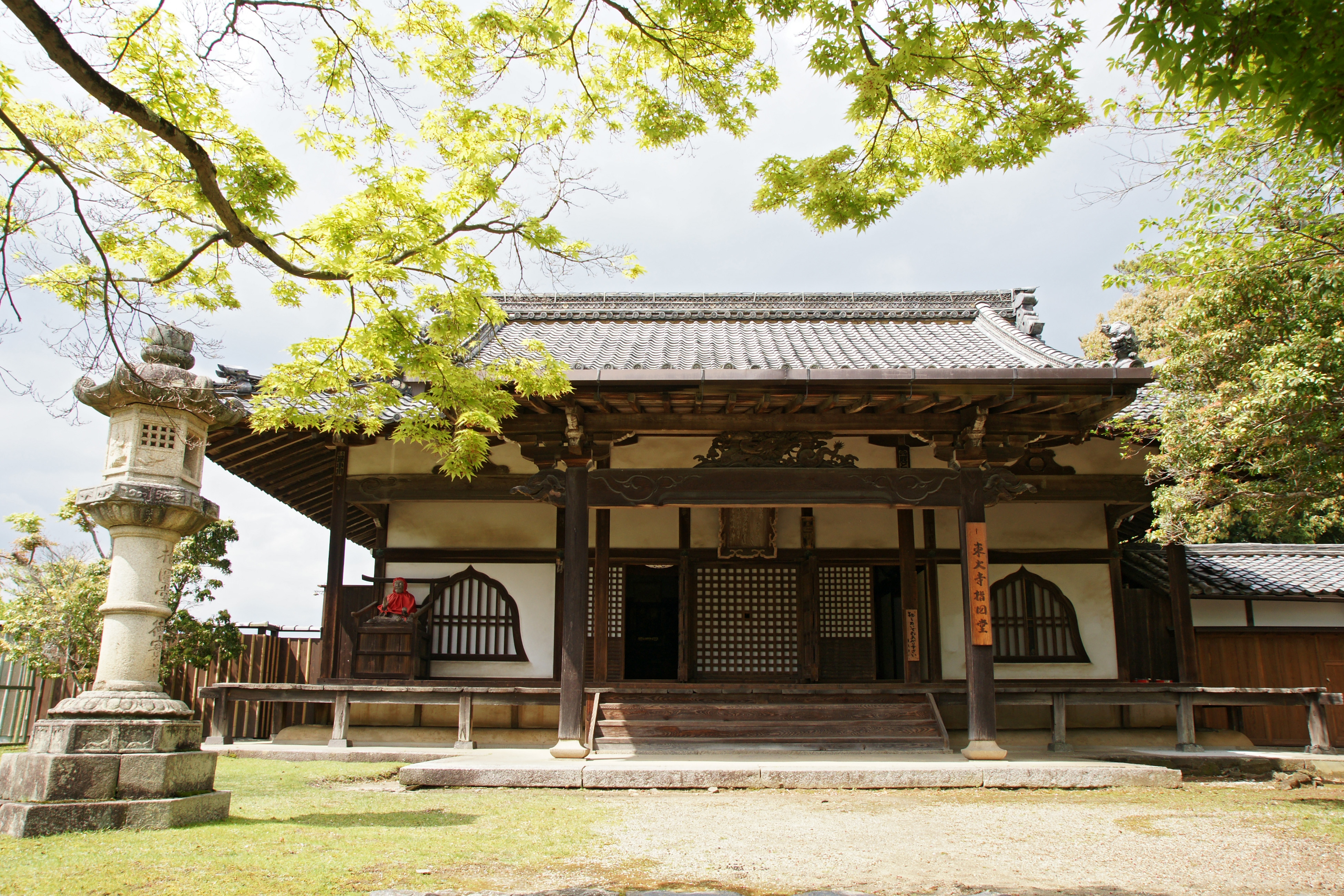
Pavelló Sashizu-dō

- Sashizu-dō (指図堂): Originalment, en el lloc que s'aixeca avui el pavelló, hi havia un altre de l'era Heian anomenat Chūmon-dō. Prop de cent anys després, juntament amb l'impuls que aportava la tercera construcció del Pavelló del Gran Buda, van començar a edificar-se en aquesta zona una sèrie d'oficines que a la reconstrucció. Es va aixecar una construcció en l'entrada de la qual hi havia un gran tauló amb esquemes dibuixats, on s'indicaven les instruccions (Sashizu) per a la reconstrucció del Pavelló del Gran Buda, i aquest és l'origen del nom actual de Sashizu-dō.[23]Pavelló Kaidan-dō

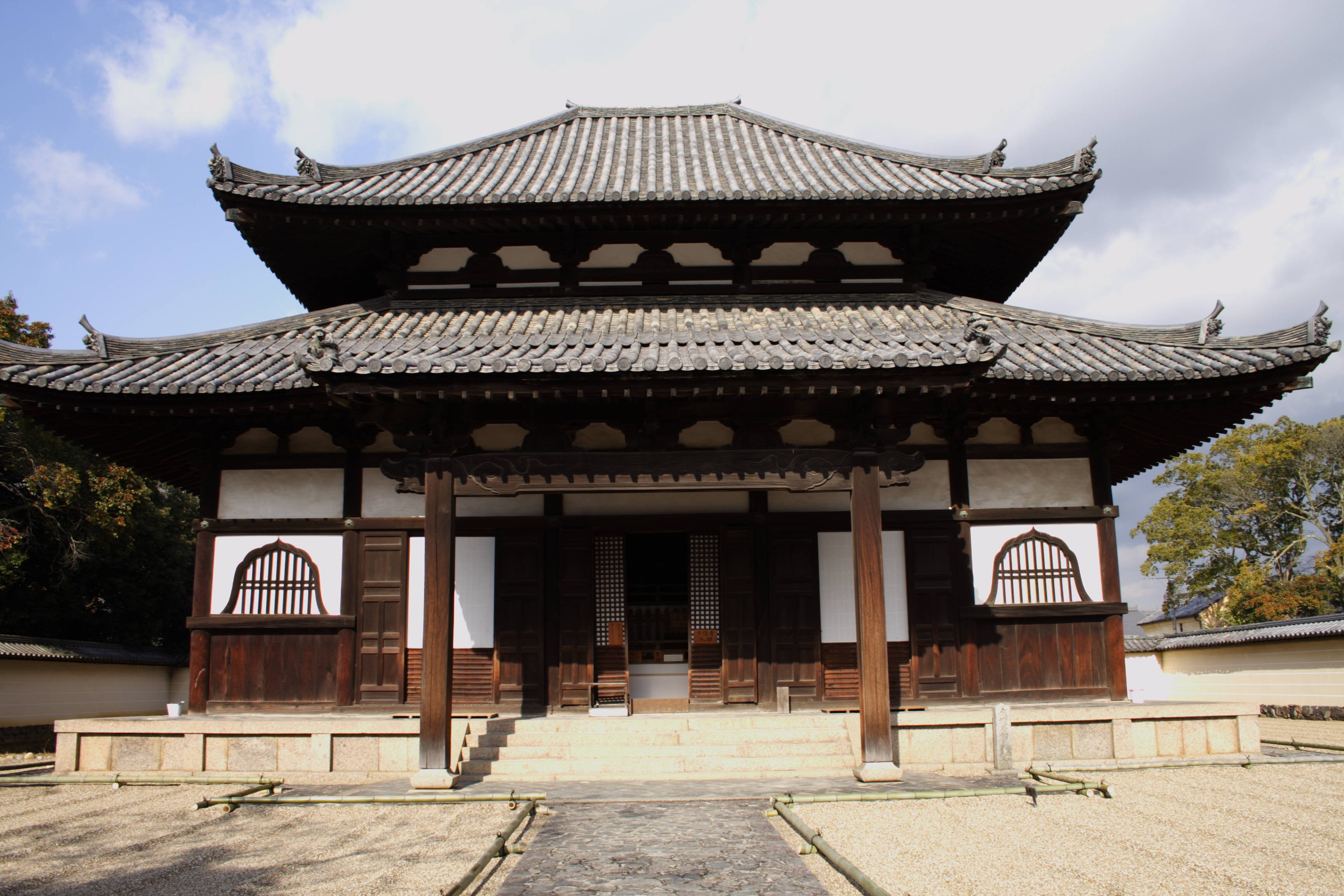
Pavelló Kaidan-dō

- Kaidan-dō (戒壇院戒壇堂): El monjo xinès Jian Zhen va arribar al Japó l'any 754, i va ser el primer a introduir al Japó preceptes budistes en la seva forma correcta. En aquella ocasió, la plataforma de terra davant del Pavelló del Gran Buda, va ser traslladada a aquest lloc, on es va construir un pavelló per a les ordenacions.[24]Porta Tegai-mon

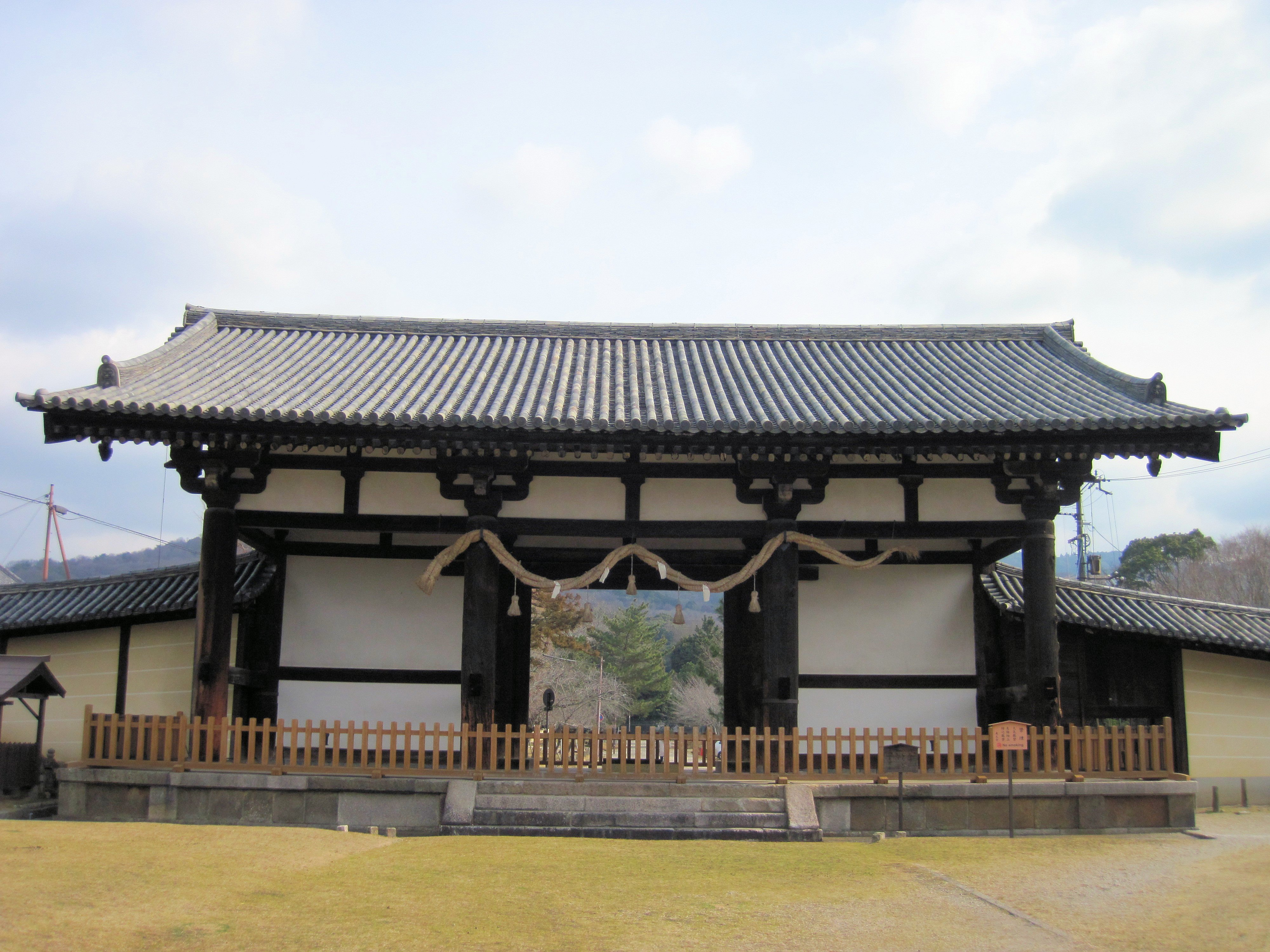
Porta Tegai-mon

- Porta Tegai-mon (転害門): Aquesta imponent porta única és l'única estructura en tot el temple que permet evocar l'arquitectura budista que tenia el complex religiós en el segle VIII. A causa de la llegenda que parla que en aquesta es va emboscar el guerrer Taira no Kagekiyo per a esperar l'arribada del shōgun Minamoto no Yoritomo i intentar matar-li, se li anomena també "Porta de Kagekiyo".[25]
- Ruïnes del Pavelló d'Ensenyament (講堂跡): Disperses sobre l'herba del costat Nord del Pavelló del Gran Buda, es poden veure unes pedres alineades de bona grandària que formaven la base dels pilars d'un edifici. És el lloc on s'ergia el Gran Pavelló d'Ensenyament, des dels temps de la seva fundació en el Període Nara, va ser pastura de les flames fins a tres vegades, sense que hagi estat reconstruït des de l'última vegada.[26]

## Cérvols sika

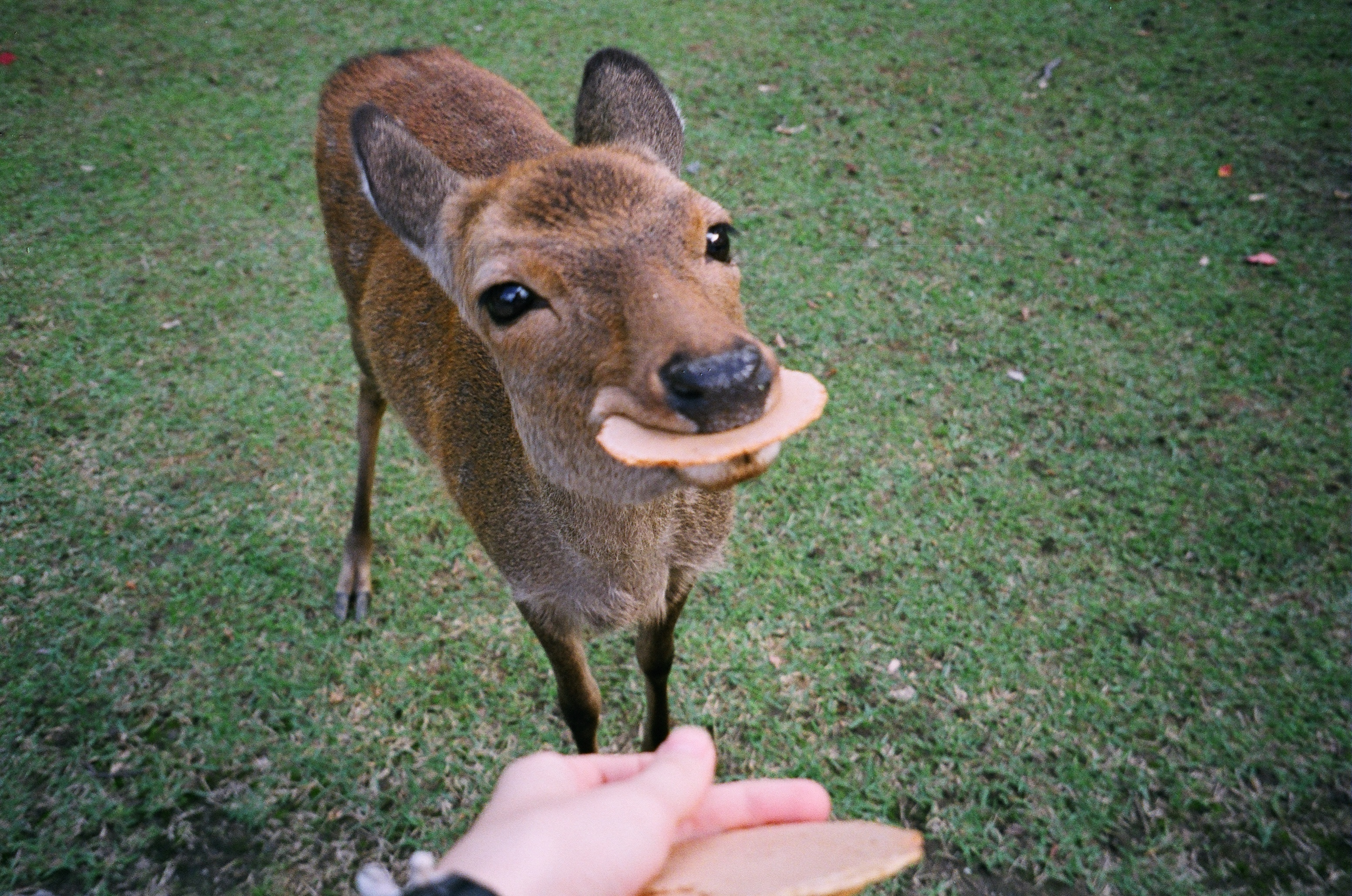
Cérvol Sika al Parc de Nara.

Un dels atractius actuals més turístics del Temple Tōdai-ji són els famosos cérvols que podem trobar per tot el complex del parc. Aquests cérvols es diuen cérvols Sika, i han tingut una llarga història d'importància cultural al parc de Nara, començant en el segle VIII amb la llegenda d'un déu que va entrar al parc a lloms d'un cérvol blanc. Amb la seva protecció per motius religiosos, a mesura que la població creixia, l'animal cada vegada es tornava més mans a causa de la seva interacció amb les persones que visitaven els santuaris del parc. La relació entre aquest i els humans era tan estreta, que va conduir a l'harmonia (o al conflicte) depenent de les motivacions de cada persona.
El temple en la seva forma actual es va establir en 1880 i, al costat d'aquest, també es va establir la continuïtat dels valors d'aquests animals. Actualment, aquests cérvols són considerats sagrats, ja que són vists com a emissaris de les deïtats celestials, i són tan populars entre la població i els turistes, que existeixen uns petits comerços on venen unes galetes per a cérvols anomenades shika-sembei.

## Esdeveniments anuals
| Data           | Esdeveniment                                                        | Lloc                                         |
| -------------- | ------------------------------------------------------------------- | -------------------------------------------- |
| 1 de gener     | Primera adoració de l'any                                           | Pavelló del Gran Buda                        |
| 7 de gener     | Cerimònia del primer mes                                            | Pavelló del Gran Buda                        |
| Febrer         | Arribada de la primavera                                            | Nigatsu-dō                                   |
| 1 a 14 de març | Cerimònia de Shuni-e                                                | Nigatsu-dō                                   |
| 8 d'abril      | Conmemoració del naixement de Buda                                  | Pavelló del Gran Buda                        |
| 2 de maig      | Ritus en memòria de l'emperador Shōmu                               | Pavelló del Gran Buda                        |
| 3 de maig      | Ofrenes a l'emperador Shōmu                                         | Tomba de l'emperador y Pavelló del Gran Buda |
| 5 de juny      | Ritus en memòria del monjo Chōgen                                   | Shunjō-dō                                    |
| 28 de juliol   | Cerimònia de purificació                                            | Pavelló del Gran Buda                        |
| 7 d'agost      | Rentada del Gran Buda                                               | Pavelló del Gran Buda                        |
| 9 d'agost      | Dia de res més retribuït                                            | Nigatsu-dō                                   |
| 15 d'agost     | Festival dels 1.000 fanals                                          | Pavelló del Gran Buda                        |
| 5 d'octubre    | Ritus de la protecció de Hachiman                                   | Kanjin-sho                                   |
| 15 d'octubre   | Conmemoració del vot de l'emperador Shōmu per a eregir el Gran Buda | Pavelló del Gran Buda                        |
| 16 de desembre | Sessió formativa sobre el sutra Avatamsaka                          | Kaisan-dō i Hokke-dō                         |